# جیمز رمزی، هفدهمین ارل دالهاوزی
جیمز هوبرت رمزی، هفدهمین ارل دالهاوزی، (به انگلیسی: James Ramsay, 17th Earl of Dalhousie) (زاده ۱۷ ژانویه ۱۹۴۸)، با نام لرد رمزی بین سال‌های ۱۹۵۰ و ۱۹۹۹، یک زمین‌دار بزرگ اسکاتلندی است.
دالهوزی، فرزند شانزدهمین ارل دالهاوزی است. مادر او مارگارت الیزابت مری استرلینگ است که خواهر قهرمان جنگ جهانی دوم، سردیوید استرلینگ بود. دالهوزی در کالج آمپلفورث در یورک‌شر شمالی تحصیل کرد.